# Tonk
Tonk es una ciudad en el distrito homónimo del estado de Rajastán en la India. La ciudad de Tonk está situada a 95 kilómetros (60 mi) por carretera al sur de Jaipur, cerca de la orilla derecha del río Bana. Es la sede administrativa del distrito de Tonk. Tonk también fue la capital del estado principesco homónimo de la India británica entre 1817 y 1947. La película Razia Sultan de Kamal Amrohi se rodó en Tonk entre 1981 y 1982. Entre los lugares famosos en Tonk se incluyen: Shahi Jama Masjid, la presa Bisalpur, el Instituto de Investigación Árabe Persa, Sunhari Kothi, Hathi Bhata, el templo Annapurna Dungri Ganesh, Rasiya Ki Tekri, el parque Kidwai, Ghantaghar, Kamdhenu Circle, el jardín Nehru y el lago Chaturbhuj Talab.

## Demografía
En el censo indio de 2011, Tonk tenía una población de 165.294 habitantes, de los cuales el 48% eran mujeres. El 14% de la población tiene seis años o menos. Tonk tiene una tasa de alfabetización promedio del 68,62%: 77,68% en hombres y 59,18% en mujeres. En términos de religión, el 48% eran musulmanes, el 50% eran hindúes, el 1,8% eran jainistas y el 0,2% otros.
En 1806, Muhammad Amir Khan (1769–1834), líder de ascendencia pastún del subclan Salarzai de la tribu Yusufzai, de Jaiber Pastunjuá, conquistó la zona, arrebatándola al régimen en retirada de Yashwant Rao Holkar. El gobierno británico lo capturó inmediatamente. Khan recibió entonces el estado de Tonk del gobierno británico, que se lo devolvió. En 1817, después de la Tercera Guerra Anglo-Maratha, Amir Khan se sometió a la Compañía Británica de las Indias Orientales y conservó su territorio de Tonk mientras recibía el título de nabab. Tonk se fundó un año después de que el gobernante de Indore le concediera tierras a Khan.
En 1885 se estableció una municipalidad en Tonk.